# Сухі рідколісся та ліси Канарських островів
Сухі рідколісся та ліси Канарських островів (ідентифікатор WWF: PA1203) — палеарктичний екорегіон середземноморських лісів та чагарників, розташований на Канарських островах. Він охоплює західну групу Канарських островів (Ла-Пальму, Ель-Ієрро, Ла-Гомеру, Тенерифе та Гран-Канарію) в Атлантичному океані. Ці вулканічні острови є автономною спільнотою Іспанії і лежать на південний захід від материкової частини Іспанії та на захід від узбережжя Північної Африки.

## Географія
Екорегіон займає площу 4693 км². Острови гористі та вулканічного походження. Висота вулкана Тейде на Тенерифе становить 3718 м, Роке-де-лос-Мучачоса на Ла-Пальмі — 2426 м, Морро-де-ла-Агухереди на Гран-Канарії — 1956 м, Піко-де-Мальпасо на Ель-Ієрро — 1501 м, Альто-де-Гарахонай на Ла-Гомері —  1487 м.
Острови Фуертевентура і Лансароте та сусідні острівці архіпелагу Чініхо належать до східної групи Канарського архіпелагу, є більш низькими, мають більш посушливий клімат та розташовані ближче до африканського узбережжя. Ці острови східної групи є частиною екорегіону середземноморських акацієво-арганієвих сухих рідколісь.
Канарські острови є частиною Макаронезії, групи архіпелагів в Атлантичному океані, які мають подібний клімат і екологію.

## Клімат
На Канарських островах панує морський середземноморський клімат. Дощі випадають переважно в зимові місяці, найбільше в листопаді та грудні. Клімат змінюється залежно від висоти та рельєфу. Гори перехоплюють сильні вітри та формують орографічні опади. Опадів більше на надвітряних північно-східних схилах островів і менше на південно-західних схилах, в зоні дощової тіні. На найвищих вершинах островів трапляються морози та випадає сніг.

## Флора
Перепади висот та різниця в кількості опадів на островах підтримують різноманітні рослинні угруповання.
У прибережних районах ростуть канарські пальми (Phoenix canariensis) та багато інших ендемічних видів, зокрема Euphorbia canariensis (Euphorbiaceae), Ceropegia fusca (Apocynaceae), Plocama pendula (Rubiaceae), Salvia canariensis (Lamiaceae), Argyranthemum frutescens (Asteraceae), Rumex lunaria (Polygonaceae), Convolvulus floridus (Convolvulaceae) і Myriopus candidulus (Boraginaceae).
На висоті від 50 до 500 м над рівнем моря існує перехідна зона між прибережними заростями і лісами. Чагарникові зарості і рідколісся цієї зони характеризуються присутністю ендемічного драконового дерева (Dracaena draco), різних видів рослин з родини товстолистових (Aeonium aureum та інших еоніумів, Monanthes laxiflora) та багатьох інших теплолюбивих видів, таких як Bosea yervamora (Amaranthaceae), Echium strictum (Boraginaceae), Campylanthus salsoloides (Plantaginaceae) і Forsskaolea angustifolia (Urticaceae).

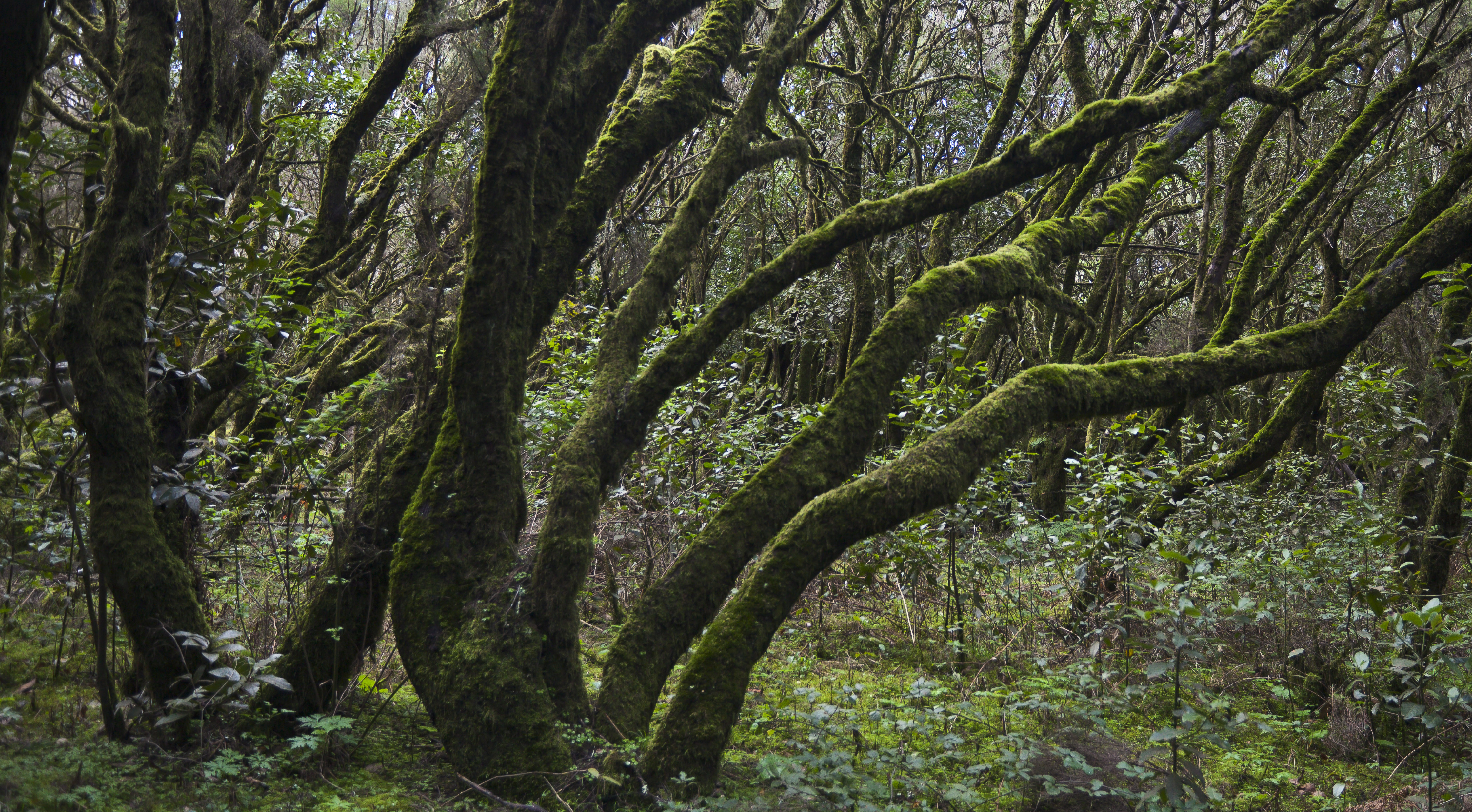
Лаурісілва у національному парку Гарахонай

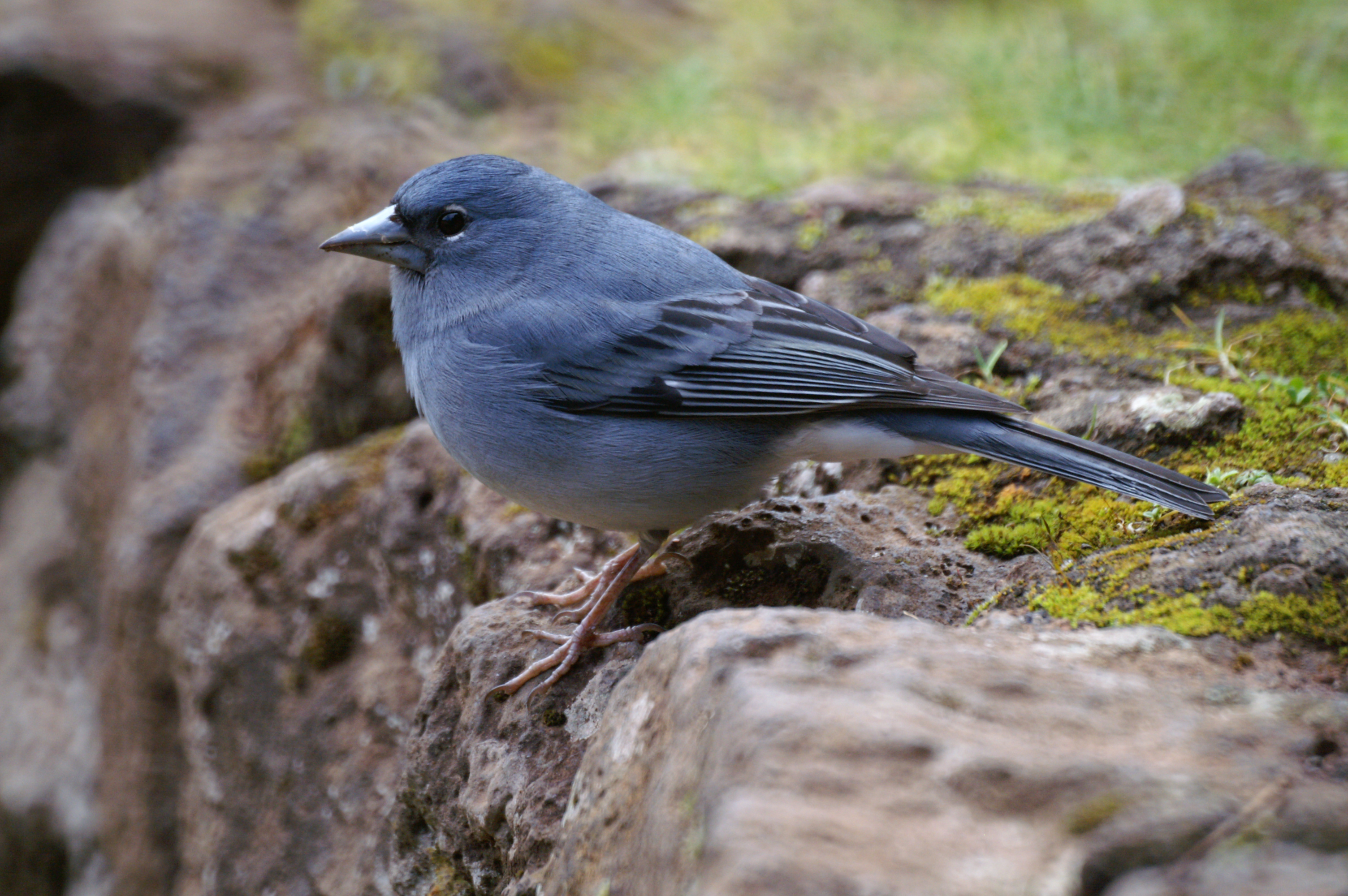
Блакитний зяблик (Fringilla teydea)

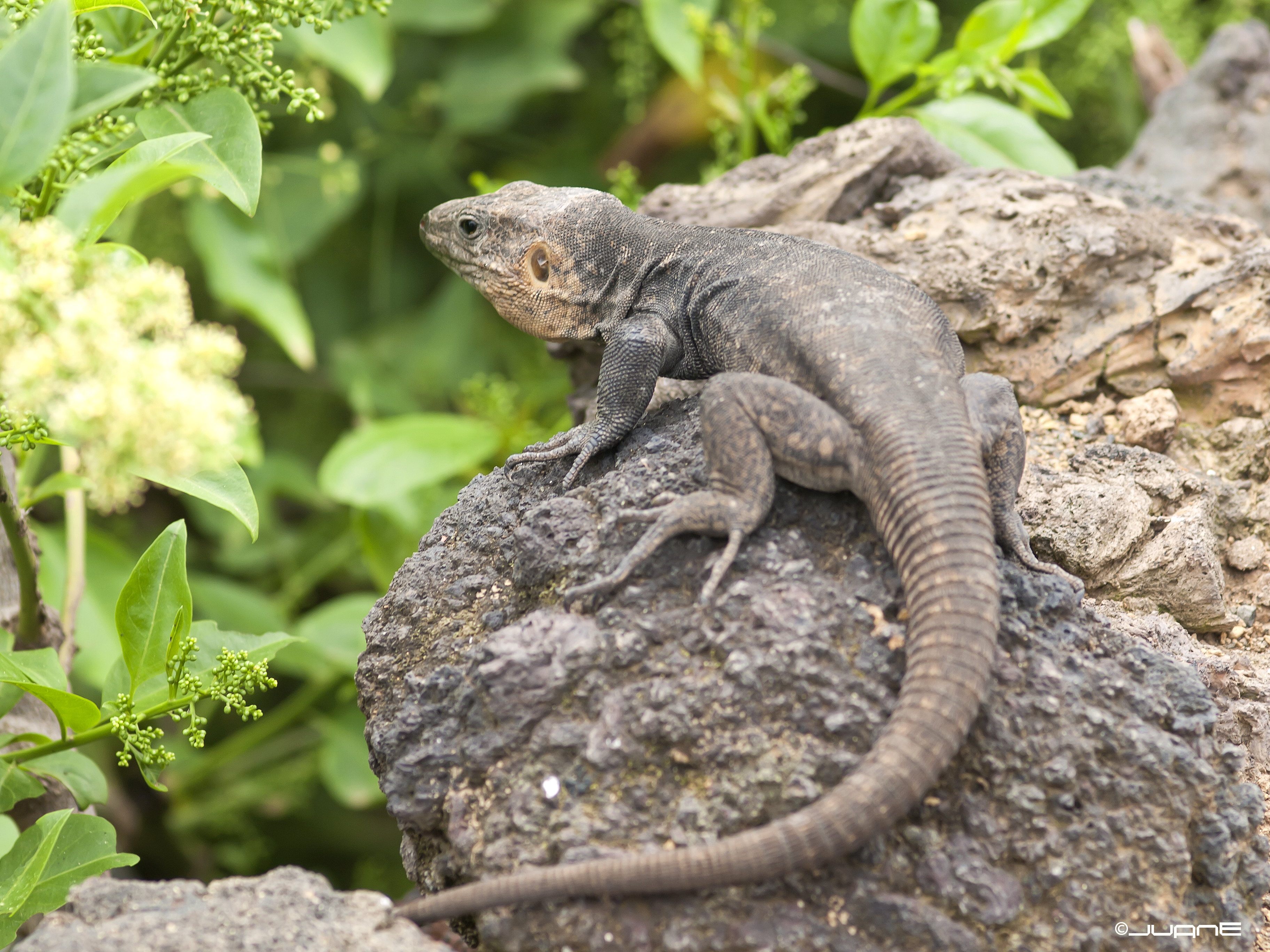
Гран-канарська галотія (Gallotia stehlini)

На висоті від 500 до 1400 м над рівнем моря зростає лаурісілва — реліктовий вічнозелений широколистяний ліс, названий так через переважання в ньому рослин з родини лаврових, таких як Ocotea foetens, Apollonias barbujana, Laurus novocanariensis і Persea indica. Цей ліс раніше покривав значну частину Середземномор'я, перш ніж зникнув внаслідок кліматичних змін, що відбулися в четвертинному періоді. Інші макаронезійські ендемічні види, які можна спостерігати в лаурісілві, — це Arbutus canariensis, Prunus lusitanica, Ilex canariensis, Picconia excelsa, Visnea mocanera і Salix pedicellata subsp. canariensis. Рідше зустрічаються Pleiomeris canariensis і Heberdenia excelsa.
На висоті від 500 до 1700 м над рівнем моря спостерігаються зарості феял-брезаль, де переважають високі чагарники Myrica faya, Erica arborea і Erica scoparia.
Соснові ліси, в яких переважає ендемічна Pinus canariensis, спостерігаються майже на рівні моря на південних схилах островів та на висоті від 1200 до 2400 м над рівнем моря на північних схилах. Крім сосен, в цих лісах також ростуть Adenocarpus spp., Cytisus proliferus Ephedra spp., Cistus spp., та Micromeria spp. На більших висотах сосни змішуються з ялівцями Juniperus cedrus і Juniperus phoenicea. В соснових лісах також зростають такі ендемічні види, як Bystropogon plumosus (Lamiaceae), Aeonium spathulatum (Crassulaceae), Asparagus plocamoides (Asparagaceae) і Tolpis laciniata (Asteraceae).
На найвищих вершинах Ла-Пальми і Тенерифе, які характеризуються низькою кількістю опадів і значними коливаннями температур, росте багато ендемічних видів рослин, зокрема Cytisus supranubius (Fabaceae), Erysimum scoparium (Brassicaceae), Nepeta teydea (Lamiaceae), Bethencourtia palmensis (Asteraceae) і Juniperus cedrus (Cupressaceae)

## Фауна
Фауна екорегіону характеризується високим рівнем ендемізму як серед хребетних, так і безхребетних тварин.
Серед ссавців слід згадати два види кажанів: мадейрського нетопиря (Pipistrellus maderensis), широко поширеного на Мадейрі та на Канарських островах, та канарського вуханя (Plecotus teneriffae), ареал якого обмежений островами Тенерифе, Ла-Пальма та Ель-Ієрро. Обидва види класифікуються МСОП як вразливі.
У орнітофауні екорегіону присутні такі ендемічні види птахів, як канарський голуб (Columba bollii), лавровий голуб (Columba junoniae), блакитний зяблик (Fringilla teydea), гран-канарський зяблик (Fringilla polatzeki) і канарський вівчарик (Phylloscopus canariensis). Крім того, існують деякі ендемічні підвиди, такі як підвид звичайного боривітра Falco tinnunculus canariensis, підвид жовточубої золотомушки Regulus regulus teneriffae та підвид вухатої сови Asio otus canariensis. В деяких випадках є навіть підвиди, ендемічні для окремих островів. Так, серед підвидів звичайного дятла (Dendrocopos major) D. m. canariensis є ендеміком Тенерифе, а D. m. thanneri — Гран-Канарії. Серед підвидів канарської синиці (Cyanistes teneriffae) C. t. teneriffae поширені на Тенерифе та Ла-Гомері, C. t. ombriosus є ендеміком Ель-Ієрро, C. t. palmensis — Ла-Пальми, а C. t. hedwigae — Гран-Канарії. Серед підвидів звичайного зяблика (Fringilla coelebs) F. c. canariensis поширені на Ла-Гомері і Тенерифе, F. c. bakeri є ендеміком Гран-Канарії, F. c. ombriosa — Ель-Ієрро, а F. c. palmae — Ла-Пальми. Такі види, як архіпелаговий щеврик (Anthus berthelotii), канарський серпокрилець (Apus unicolor) і канарка (Serinus canaria), також поширені на інших островах Макаронезії.
Герпетофауна екорегіону також демонструє цікаві приклади адаптивної радіації. Канарські ящірки з роду Gallotia представлені різними видами на кожному острові або навіть більш ніж одним видом для різних екологічних ніш на одному острові. Подібна ситуація також спостерігається серед сцинкових: Chalcides sexlineatus поширений на Гран-Канарії, Chalcides coeruleopunctatus мешкає на Ла-Гомері та Ель-Ієрро, а Chalcides viridanus — на Тенерифе, Ла-Гомері та Ель-Ієрро.

## Збереження
Оцінка 2017 року показала, що 2 417 км², або 52 % екорегіону, є заповідними територіями. Значні природоохоронні території в екорегіоні включають:
- Інтегральний природний заповідник Рокес-де-Сальмор[es] — Ель-Ієрро;
- Національний парк Кальдера-де-Табур'єнте[es] — Ла-Пальма;
- Національний парк Гарахонай — Ла-Гомера;
- Національний парк Тейде — Тенерифе;
- Біосферний заповідник Анага[es] — Тенерифе;
- Сільський парк Тено[es] — Тенерифе;
- Природний парк Корона-Форесталь[es] — Тенерифе;
- Сільський парк Дорамас[es] — Гран-Канарія;
- Спеціальний природний заповідник Лос-Тілос-де-Мойя[es] — Гран-Канарія;
- Спеціальний природний заповідник Ель-Брезаль[es] — Гран-Канарія.